# Myathropa florea
A Myathropa florea, pertencente à família dos insectos comummente conhecidos como moscas-das-flores, é uma espécie de inseto díptero sirfídeo, que demonstra mimetismo batesiano em relação às vespas, com as quais se assemelha.

## Taxonomia
A autoridade científica da espécie é Linnaeus, tendo sido descrita no ano de 1758.

### Etimologia
Do que toca ao nome científico:
- O nome genérico, Musca[5], provém do latim e significa «mosca».

- O epíteto específico, florea[6], provém do latim clássico, tratando-se da inflecção do étimo floreus[7], que significa «florido; floreado; relativo a flores».

## Distribuição
Trata-se de uma espécie presente pela Eurásia e pelo Norte de África, incluindo Portugal.
Medra em bosques e veigas higrófilas, sendo que, enquanto espécie antropófila que é, também se encontra em courelas agricultadas, parques citadinos e jardins suburbanos.

## Descrição
Esta espécie de mosca mede entre 10 a 14 milímetros de comprimento. No que toca à sua aparência geral, pauta-se pela face amarela, pelas antenas pretas e aristas filiformes, bem como pelo tórax pubesceste, dotado de três faixas negras e transversais, que assentam sobre um fundo mais claro.
Nesta toada, importa ainda discorrer a respeito do abdómen desta mosca-das-flores, por sinal de largas dimensões e coloração negra, com manchas laterais amarelas.
Conta com patas pretas de cílios amarelados. As asas, por seu turno, são transparentes e formam uma alça na terceira nervura.
Atenta a coloração e padronagem exibida por esta espécie, denota-se a presença de mimetismo batesiano em relação às vespas.
Nesta espécie verifica-se algum dimorfismo sexual, pelo que os machos e as fêmeas diferem uns dos outros em aparência. Assim, nos machos os olhos são contíguos, ao passo que nas fêmeas são afastados.

## Dieta e hábitos
Os espécimes adultos nutrem-se de néctar, mormente de flores brancas.
Por seu turno, as formas larvares desta espécie, são aquáticas e saprófitas, pelo que medram em corpos de água e em detritos orgânicos em decomposição, maxime excrementos húmidos de animais de grande porte, alimentando-se de bactérias.

Esta espécie pode ser avistada de maio a outubro.